# 邱勳
邱勳，字大猷，號蓉村，贵州大方人，清朝政治人物，嘉慶丙辰進士。

## 生平
嘉慶元年（1796年）丙辰科進士，二甲二十四名，改翰林院庶吉士，散館授編修，官至湖北荊宜施道。